# 西武第三球場
西武第三球場（せいぶだいさんきゅうじょう）は、かつて埼玉県所沢市にあった野球場。
西武ライオンズ球場（現：ベルーナドーム）などと同じ敷地内にあり、西武ライオンズが練習場などとして使用していたが、2003年限りで廃止された。

## 歴史

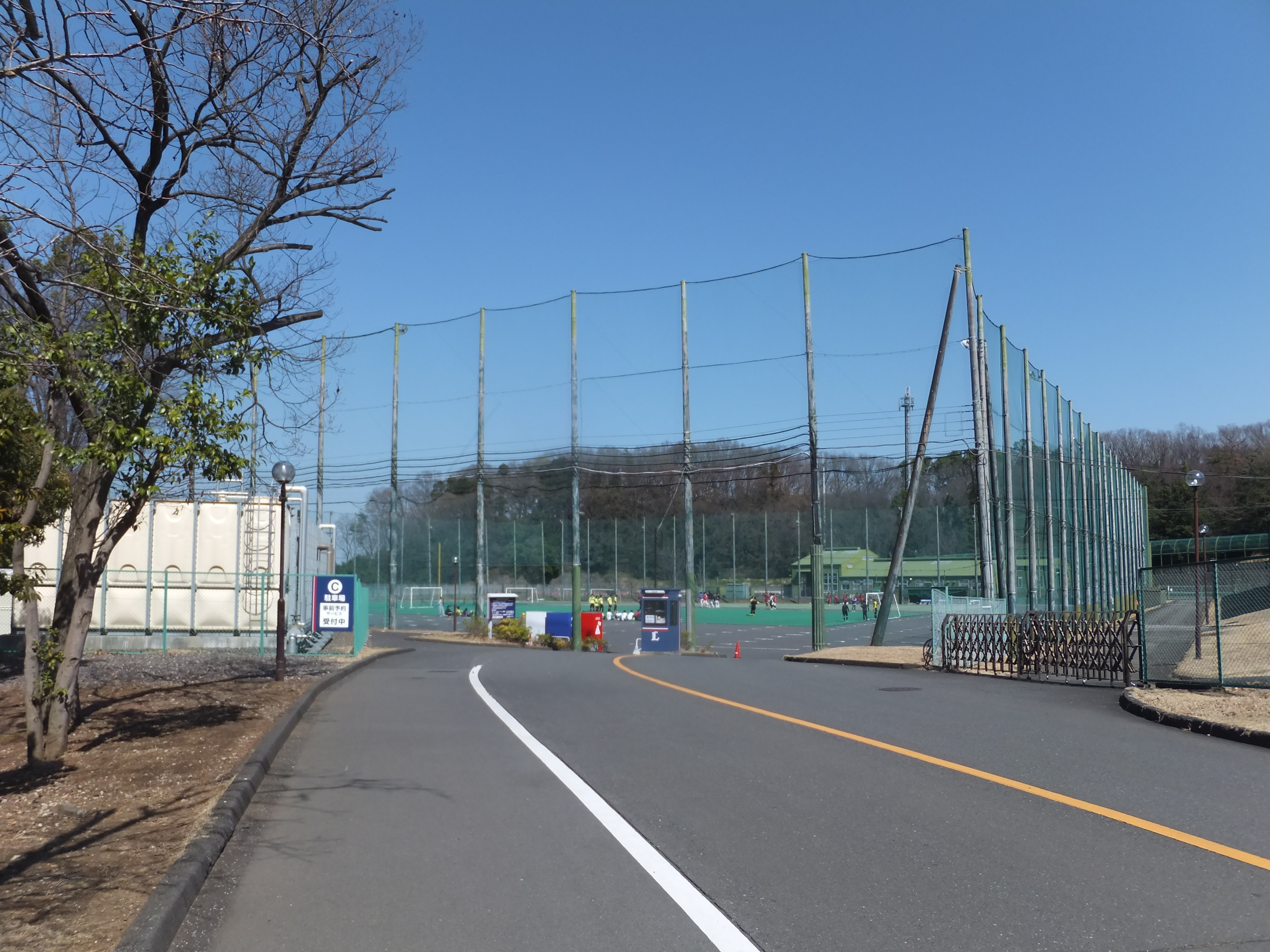
西武第三球場跡に整備されたライオンズサッカーパーク

1979年の西武ライオンズ球場および西武第二球場（現：カーミニークフィールド）の開場から1年遅れて1980年に開場。当初は同じ西武グループ傘下のプリンスホテル硬式野球部（社会人野球）が練習場として使用するために建設されたものの、プリンスホテルはほとんど使用せず、主に西武の選手（主にバッテリー陣）が試合前の練習などで使用していた。
1997年シーズンまでの屋根が架設される前の西武球場時代、公式戦で西武の選手が本塁打を放ったり西武が勝利した際には名物の花火が上がっていたが、その打ち上げ場所が本球場だった。ホソヤエンタープライズによる花火の発射制御台も本球場に隣接していた。三塁側からネット裏にかけての場外には西武山口線（レオライナー）が通っており、さらに同線の車両基地（山口車両基地）も隣接していた。ただし、本球場はあくまでも練習場であり、イースタン・リーグ公式戦は原則として主に前述の第二球場で開催しているため、本球場でファーム公式戦が行われたケースはほとんどない。
西武球場は開場年の1979年から社会人野球・全日本クラブ野球選手権大会本大会の開催球場となったが、試合の消化効率を改善するため、1987年からは本球場でも試合が行われた（この措置は1995年まで実施）。
1997年シーズン終了後から1999年春にかけて、西武球場のドーム化工事が行われたのに伴い本球場は資材置場として使用された。改築工事が完了した1999年シーズンから再び練習場として使用された。しかし、ドームの観客サービス改善策の一環で敷地内に駐車場を増設することに伴って、本球場は2003年シーズン限りで使用を取りやめた。後に、ベンチなどの球場施設を撤去するとともに、グラウンドエリアの一部をアスファルトで舗装。2004年3月からC駐車場（最大収容台数550台。2021年より「レッドパーキング」に改称）に転用されたため、西武のバッテリー陣による試合前練習の場は、第二球場に移っている。
駐車場への転用後も敷地内に人工芝を敷き、「ライオンズサッカーパーク」として貸しコート（ソサイチ・フットサル用）の営業を実施（西武ドームで試合やイベントのない日のみ）。その関係か、旧ダグアウト付近には自販機が置かれている。またコンサートなどのイベントでは、物販用のスペースに使われることがある。ライオンズサッカーパークの営業は2018年に終了した。
ちなみに西武球団では「埼玉西武ライオンズ」の創設40周年（2018年）記念事業の一環で、球団合宿所（若獅子寮）と室内練習場を移設・新築することを計画。C駐車場（当時）も移設先の候補に挙げられていたが、実際には若獅子寮と室内練習場が一体になった施設を第二球場のライト側場外（B駐車場〈現：ブルーパーキング〉の一角）へ建設したうえで、2019年7月9日から稼働を開始した。
2021年現在でも西武第三球場時代のダグアウト跡やスコアボードが確認できる。

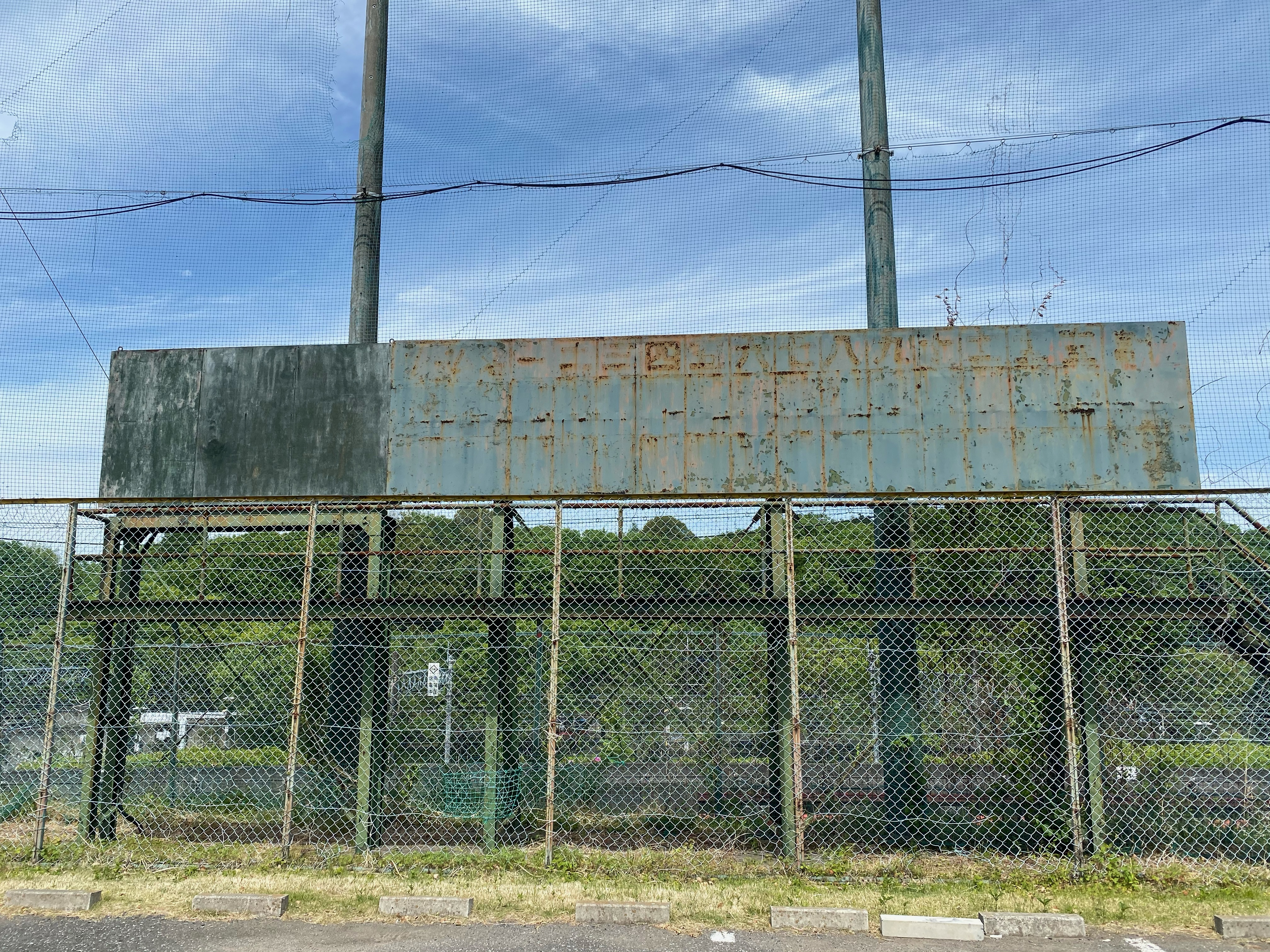
西武第三球場時代に使用されたスコアボード。（かすれてはいるが、イニング数や「チーム名」などの文字が確認できる。

## 施設概要
- 両翼：目視で100m、中堅：目視で122mほどと思われる。
- 内野：クレー舗装、外野：天然芝
- 照明設備：なし
- 観覧施設：なし

## 交通
- 西武狭山線・西武山口線　西武球場前駅から徒歩1分